# برنارد كوهن
برنارد كوهن (بالإنجليزية: Bernard Cohen)‏ هو رسام بريطاني، ولد في 28 يوليو 1933 في لندن في المملكة المتحدة، وتوفي في 2005.